# Hermann Götz (Politiker, 1914)
Hermann Götz (* 20. Mai 1914 in Duppau, Österreich-Ungarn; † 21. April 1987 in Fulda) war ein deutscher Politiker (CDU).

## Leben und Beruf
Götz stammte ursprünglich aus dem Sudetenland, wo er auf dem Humanistischen Gymnasium das Abitur ablegte. Von 1928 bis 1934 engagierte er sich in der römisch-katholischen Jugendbewegung. Neben seinem Hochschulstudium, das er 1939 abschloss, war er als Abwehragent in demjenigen Teil der Tschechoslowakei tätig, der als Reichsgau Sudetenland in das Deutsche Reich eingegliedert wurde. Für seine Spionage im Dienst der Nationalsozialisten wurde er mit der Medaille zur Erinnerung an den 1. Oktober 1938 ausgezeichnet. Von 1939 bis 1945 war er in der deutschen Luftwaffe.
1945 und 1946 musste Götz Zwangsarbeit in der Tschechoslowakei leisten und kam 1946 als Heimatvertriebener nach Hessen. Seit 1947 war er im damaligen Landratsamt Biedenkopf als Beamter im Soforthilfeamt tätig. Er war seit 1947 auch Mitglied des Kreisflüchtlingsausschusses und Kreisvorsitzender des Bundes der Vertriebenen.
Götz war Geschäftsführer der Bundesarbeitsgemeinschaft für Soldatenbetreuung, Mitglied der Ackermann-Gemeinde der Sudetendeutschen Landsmannschaft. Er gehörte im Dezember 1949 zu den Unterzeichnern der Eichstätter Erklärung der Sudetendeutschen.
1961 wurde er Mitglied des Wissenschaftlichen Katholischen Studentenvereins Unitas-Rheno-Moenania Frankfurt.

## Partei
Götz war Mitglied der CDU. 1970 war er Vorstandsmitglied des CDU-Landesverbandes Hessen, Vorsitzender des CDU-Landesausschusses für Vertriebene und Flüchtlinge und des Ausschusses für Fragen der äußeren und inneren Sicherheit.
1970 bis 1973 war Götz Vorsitzender der Ost- und Mitteldeutschen Vereinigung der CDU.

## Abgeordneter
Götz gehörte dem Deutschen Bundestag von dessen erster Wahl 1949 bis 1976 an. Vorher über die hessische Landesliste gewählt, gelangte er seit 1957 stets durch den Gewinn des Direktmandats im Wahlkreis Fulda ins Parlament. 1964/65 und 1967/68 war er Vorsitzender der Unterkommission Haushalt des Bundestagsvorstandes. Vom 25. Juni 1968 bis 1976 gehörte er als Vorsitzender des Arbeitskreises Sozial- und Gesellschaftspolitik zum engeren Fraktionsvorstand der CDU/CSU-Fraktion. Im Bundestag war er Mitglied des Ausschusses für Heimatvertriebene.
Götz zählte neben Ludwig Erhard, Gerhard Schröder (beide CDU), Richard Jaeger, Franz Josef Strauß, Richard Stücklen (alle CSU), Erich Mende (FDP, später CDU), Erwin Lange, R. Martin Schmidt und Herbert Wehner (alle SPD) zu den zehn Abgeordneten, die die ersten 25 Jahre seit der Bundestagswahl 1949 ununterbrochen dem Parlament angehörten.
Am 20. Juni 1974 erklärte er – auch im Namen seiner ebenfalls aus dem Sudetenland stammenden Kollegen Fritz Baier, Walter Becher, Egon Klepsch, Gerhard Kunz, Erich Riedl, Herbert Werner, Fritz Wittmann und Siegfried Zoglmann – im Bundestag die Ablehnung des Vertrages vom 11. Dezember 1973 über die gegenseitigen Beziehungen zwischen der Bundesrepublik Deutschland und der Tschechoslowakischen Sozialistischen Republik entsprechend der Rechtsverwahrung, die der Sudetendeutsche Rat und die Sudetendeutsche Landsmannschaft eingelegt hatten.

## Ehrungen
- Medaille zur Erinnerung an den 1. Oktober 1938
- 1963: Großes Silbernes Ehrenzeichen für Verdienste um die Republik Österreich[2]
- 1968: Verdienstkreuz 1. Klasse der Bundesrepublik Deutschland
- 1973: Großes Verdienstkreuz der Bundesrepublik Deutschland[3]